# جميلة الشيحي
جميلة الشيحي هي ممثلة تونسية اشتهرت بدورها في السلسلة الكوميدية شوفلي حل بدور زينب.

## المسيرة
بدأت مسيرة جميلة الشيحي في التمثيل في فيلمين وهما: قوائل الرمان لمحمود بن محمود سنة 1999، ثم نغم الناعورة لعبد اللطيف بن عمار سنة 2002.بعد 3 سنوات حصلت على دور زينب في السلسلة الكوميدية شوفلي حل وقد بث على التلفزة الوطنية 1 مما جعلها معروفة لجميع التونسيين، ثم حصلت على دور الوالدة كنزة في مسلسل كاستينغ سنة 2010 وبعد ذلك مثلت في الدور الرئيسي في المسلسل الأستاذة ملاك في دور ملاك وقد بث على التلفزة الوطنية 1 أيضا في شهر رمضان 2011.
في المسرح مثلت في الحياة والروح للشاذلي العرفاوي.

## سينما
- 1999:قوائل الرمان لمحمود بن محمود، في دور أنيسة(فيلم روائي)
- 2002:نغم الناعورة لعبد اللطيف بن عمار(فيلم روائي)
- 2003: خطى فوق السحاب لعبد اللطيف بن عمار (فيلم روائي)
- 2004: توقيع بالانتماء لشريف كامل (فيلم قصير)
- 2005:فيزا لإبراهيم اللطيف (فيلم قصير)
- 2008:شوفلي حل لعبد القادر الجربي (فيلم روائي)

## تلفزيون
- 1998 : مسلسل عشقة و حكايات
- 2000 : مسلسل يا زهرة في خيالي
- 2003 : مسلسل خطى فوق السحاب
- 2004:"L'Instit"(حلقة كتاب السفر:تونس) بدور أمينة قروي.
- 2005-2009:مسلسل شوفلي حل بدور زينب.
- 2010:مسلسل كاستينغ بدور الأم كنزة.
- 2011:مسلسل الأستاذة ملاك بدور المحامية ملاك.
- 2012 : دار الوزير ضيفة شرف
- 2013 : مسلسل علق الصباط
- 2015: ناعورة الهواء
- 2019: شورب 2 لمديح بلعيد وربيع التكالي بدور والدة خالد كريطة.
- 2019 - 2020 : نوبة لعبد الحميد بوشناق بدور منية.

## وصلات خارجية
- جميلة الشيحي على موقع IMDb (الإنجليزية)
- جميلة الشيحي على موقع قاعدة بيانات الأفلام العربية
- جميلة الشيحي على موقع ألو سيني (الفرنسية)
- جميلة الشيحي على موقع أول موفي (الإنجليزية)
- جميلة الشيحي على موقع قاعدة بيانات الفيلم (الإنجليزية)
- جميلة الشيحي على موقع كينوبويسك (الروسية)

- صفحة جميلة الشيحي علي قاعدة بيانات الأفلام على الإنترنت